# Волков, Александр Андреевич
Алекса́ндр Андре́евич Во́лков (1736—1788) — русский герольдмейстер, драматург, переводчик и масон из рода Волковых.

## Биография
Родился в семье потомственного дворянина Ярославской губернии, по матери состоял в родстве с графом А. И. Ушаковым. Получил хорошее образование. Его братьями были Алексей Андреевич Волков, тобольский генерал-губернатор, и Аполлон Андреевич Волков, генерал-поручик, впоследствии действительный тайный советник и сенатор; сёстры — Анна Андреевна Волкова (1748—1804), в первом браке замужем за Н. Е. Муравьевым, во втором — за князем А. В. Урусовым, и Екатерина Андреевна Волкова (1746—1820), замужем за сенатором А. А. Саблуковым.
Благодаря отцу, служившему в Семёновском полку, был зачислен на службу в этот полк (1745) и за семь лет (1747—1754) продвинулся в чинах от капрала до капитана. В 1761 году был послан курьером в Варшаву, Вену, Аугсбург и Париж. В 1762 году включён в комиссию по коронации Екатерины II.
Сближение Волкова с театральными кругами столицы в 1750—1760-е годы содействовало обращению его к переводам пьес европейских драматургов. Он перевёл комедии Ж.-Б. Мольера «Сицилианец, или Любовь-живописец» и «Мнимый больной»; Ф.-К. Дапкура «Опекун обманут, бит и доволен»; М.-А. Леграна «Новоприезжие»; Ж.-Б. Руссо «Обвороженный пояс».
Начиная с 1764—1765 года на сцене придворного театра с успехом шли одноактные комедии Волкова «Неудачное упрямство» и «Чадолюбие», представлявшие собой в значительной степени переложения мотивов из тех комедий, которые Волков переводил на русский язык. В конце 1760-х годов отошёл от активной литературной деятельности.
В мае 1765 года вышел в отставку в чине полковника и определился в статскую службу, сначала в Герольдмейстерскую контору, а позднее в Канцелярию строений государственных дорог. От канцелярии был выбран депутатом в Комиссию нового Уложения (1767). Осенью 1767 — зимой 1768 года совершил поездку за границу, остановившись проездом в Лейпциге.
В начале 1770-х годов выполнял правительственное поручение по искоренению «некоторой ереси» в Орле и Тамбове. С 1773 года — статский советник, директор Императорского фарфорового завода. В 1778 году исправлял должность герольдмейстера в департаменте Герольдии при Сенате, при нём было создано около 400 гербов для новых уездных городов. 21 мая 1779 года произведён в чин действительного статского советника.
Последние годы жил в Петербурге. В год выхода в отставку (1783) совершил поездку в Царицын для лечения целебными водами. Скончался в апреле 1788 года.

## Семья
С 1763 года был женат на Екатерине Даниловне Канищевой (1746—1816). По воспоминаниям правнука, она была женщиной богатой, имела семь тысяч душ крестьян; была модница и большая кокетка; спала в холодной комнате и в перчатках и принимала ванны из молока. При императоре Павле I часто ездила ко двору. В неё был влюблён вице-адмирал С. И. Плещеев, который, как говорили современники, был отцом её младших детей. Оставила многочисленное потомство:
- Анна Александровна (1764—1827), замужем за бригадиром Афанасием Ивановичем Игнатьевым, в 1788 году брак был расторгнут.
- Екатерина Александровна (1766—1813), замужем за генерал-поручиком М. В. Муромцевым (1737—1799).
- Пелагея Александровна (1770—1818), замужем за действительным статским советником Борщовым.
- Варвара Александровна (1771— ?), замужем за Андреем Яковлевичем Перфильевым.
- Андрей Александрович (23.11.1775[3]— ?), крещён 24 ноября 1775 года в церкви Вознесения при восприемстве сестры Анны.
- Аполлон Александрович (20.02.1777[4]—1838), камер-юнкер.
- Александр Александрович (1779—1833), генерал-лейтенант.
- Мария Александровна (12.01.1781[5]—18.02.1823), крещена 13 января 1781 года в Исаакиевском соборе при восприемстве Е. А. Саблуковой; фрейлина двора (1797), замужем за сенатором П. И. Озеровым.
- Прасковья Александровна (1782— ?), фрейлина (1797), замужем за генерал-майором И. И. Миллером.
- Александра Александровна (1783— 18.12.1786)
- Елизавета Александровна (28.02.1786 — ?), крещена в Исаакиевском соборе, крестница своей сестры Варвары[6]; в 1803 году окончила с шифром Императорское Воспитательное Общество (10-й выпуск)[7]; замужем за князем Егором Матвеевичем Баратаевым.
- Наталья Александровна (22.09.1787— ?), крещена 25 сентября 1787 года в Исаакиевском соборе, крестница своей сестры Варвары[8].